# Nagybélic

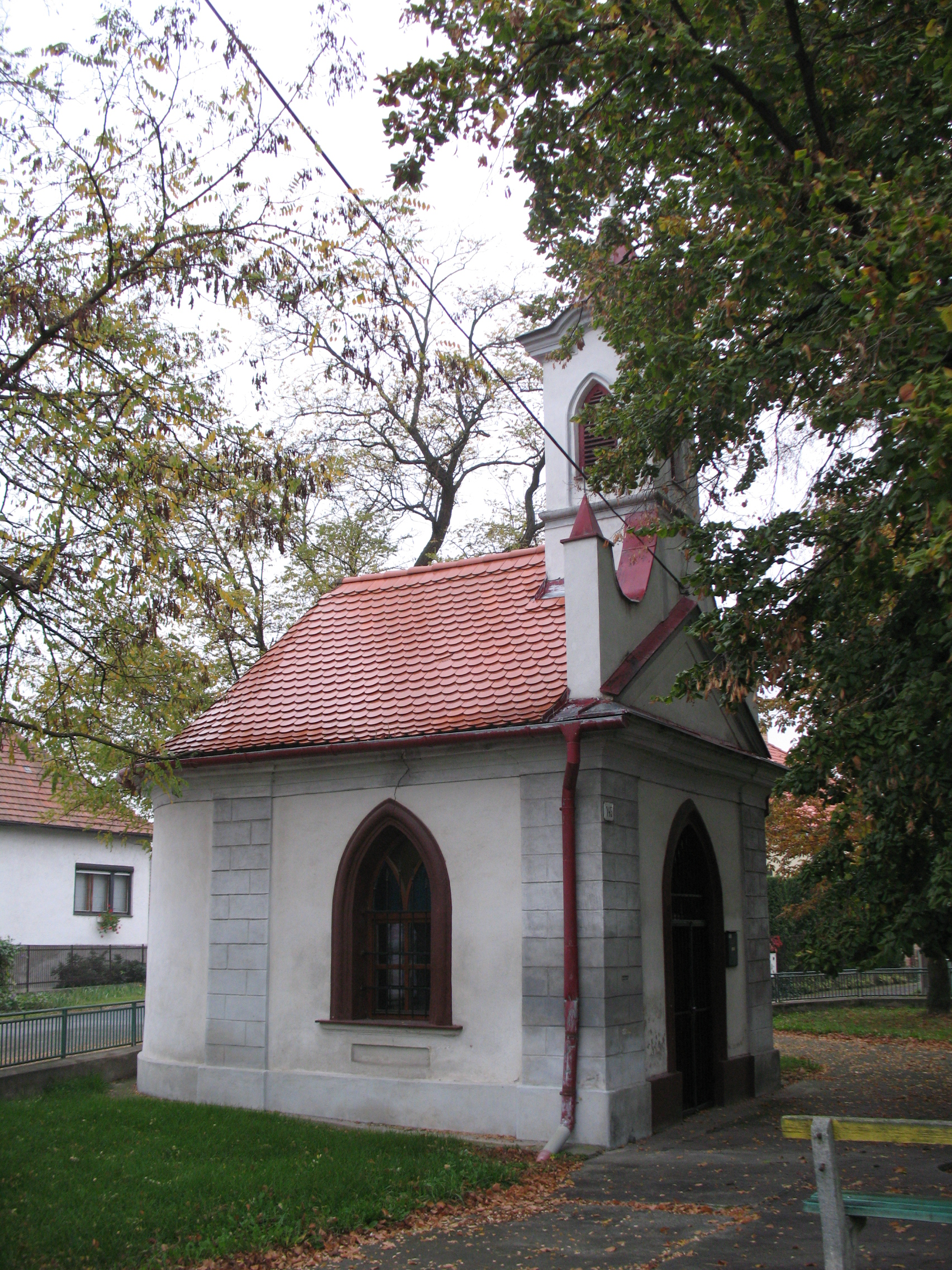
Kápolna

Nagybélic (szlovákul Veľké Bielice) Simony városrésze Szlovákiában, a Trencséni kerület Simonyi járásában.

## Fekvése
Simony központjától 2 km-re északnyugatra, a Nyitra jobb partján, a Nyitra és a Nyitrica összefolyásánál fekszik.

## Története
Vályi András szerint "Kis, és Nagy Belicz. Két tót faluk Nyitra Vármegyében, lakosaik katolikusok, fekszenek Nyitra Zsámbokréthez nem meszsze, ’s tsak egy kis köz van köztök, földgyei néhol soványosak, de fördőjéröl nevezetes, mellyet kiváltképen hasznosnak tartanak, második Osztálybéliek."
Nyitra vármegye monográfiája szerint "Nagy-Bélicz, tót község, a Nyitra jobb partján, a Belanka-patak torkolatánál, 643 r. kath. és ág. ev. vallásu lakossal. Van postája, távirója és vasúti állomása. Egyike a legrégibb községeknek. Szent-László királynak 1078-ban kelt adománylevele „Beluk” néven említi, amikor a községet a nyitrai egyháznak adományozta. Kath. temploma 1620-ban épült. Földesura a Majláth-család volt. Jelenleg Birly Lajosnak van itt birtoka és csinos úrilaka, melyet Kvassai Károly ny. őrnagy építtetett és a mostani tulajdonos nagyobbíttatott meg. Az úrilakot szép park veszi körül. A F. M. K. E. itt is tart fenn kisdedóvót."
A trianoni békeszerződés előtt Nyitra vármegye Nyitrazsámbokréti járásához tartozott.

## Népessége
1910-ben 789, többségben szlovák anyanyelvű lakosa volt, jelentős magyar kisebbséggel.

## Neves személyek
- Nagybélicen született Czeizel János (1895–1983) főorvos.
- Nagybélicen szolgált Hamar Kálmán (1876-1963) esperes, plébános.

## Nevezetességei

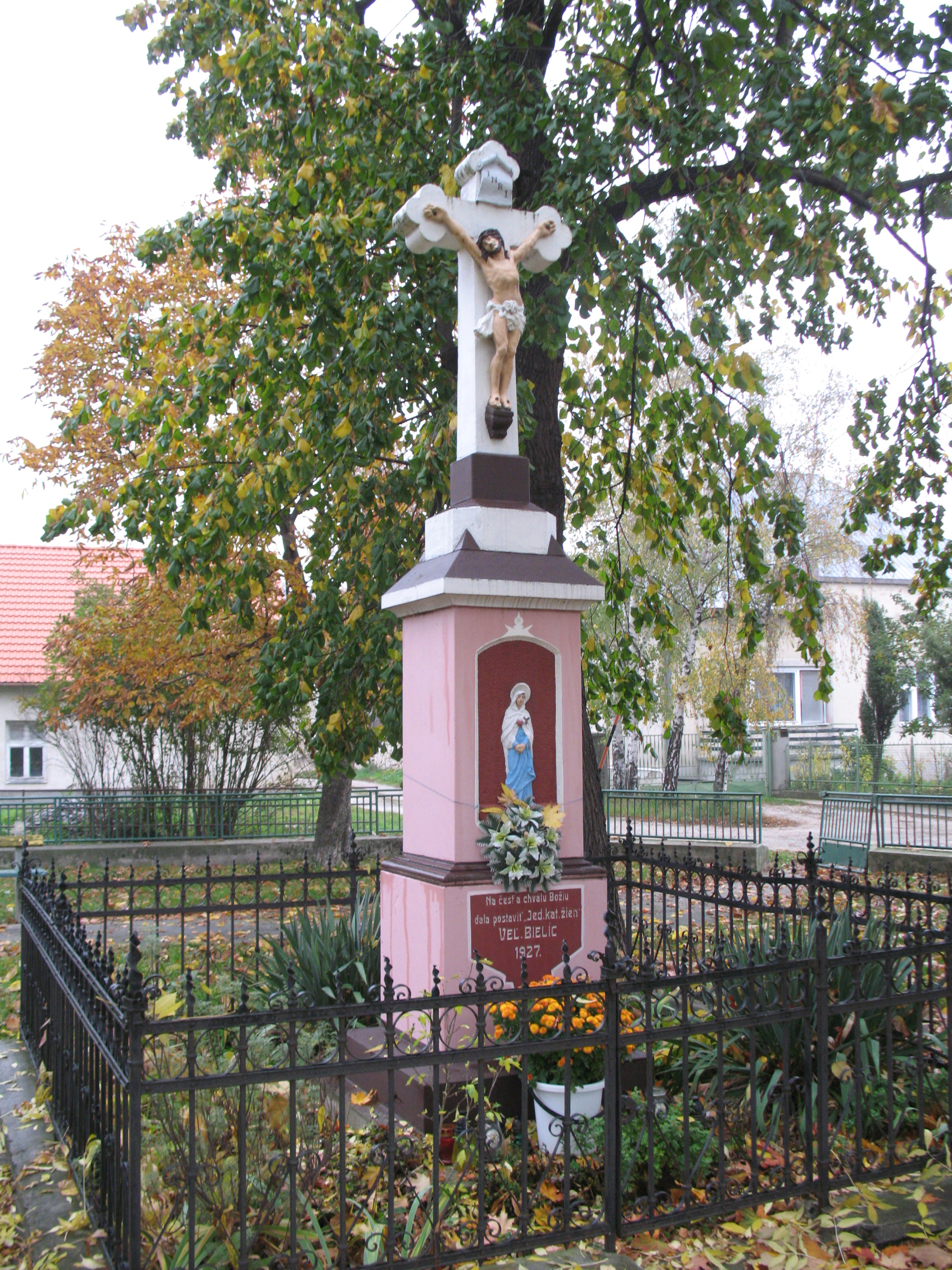
Kereszt 1927-ből

- Árpád-házi Szent Erzsébet tiszteletére szentelt római katolikus temploma 1723 és 1759 között épült. 1799-ben és 1902-ben renoválták.